# Jevgeni Bogdanovitsj
Jevgeni Vasilevitsj Bogdanovitsj (Russisch: Евгений Васильевич Богданович) (Oblast Cherson, 26 februari 1829 - Tambov, 1 oktober 1914) was een Russische luitenant-generaal en schrijver. Hij werd vooral bekend vanwege zijn Russische patriottistische boeken en door zijn ontwerpen die een van de eerste waren van de Trans-Siberische spoorlijn.

## Biografie

### Militaire carrière
Hij werd geboren als zoon van een adellijk geslacht in oblast Cherson. Hij begon zijn carrière als cadet aan de zeevaartschool bij de Russische marine op de Zwarte Zee, waarna hij diende op de Oostzee. Twee broers van hem werden gedood tijdens de Belegering van Sebastopol in de Krimoorlog. Een andere broer kwam om tijdens de Kaukasusoorlog in Tsjetsjenië. Bij het uitbreken van de Krimoorlog werd hij benoemd tot adjudant van de gouverneur-generaal van Novorossiejsk. Bij de belegering van Sebastopol onderscheidde hij zichzelf door het snel bouwen van een brug over de Dnjestr voor het vervoer van legereenheden en vracht en door zijn kundige organisatie van hulpverlening aan gewonden. Daarna deed hij kort dienst bij een geweerbataljon. Vanaf 1861 werkte hij als kolonel voor de minister van Binnenlandse Zaken.

### In overheidsdienst
In 1866 werd hij naar de goebernija's Perm en Vjatka gestuurd om een commissie te leiden die de honger moest bestrijden die daar was ontstaan als gevolg van misoogsten. Nadat hij dit succesvol had gedaan, berichtte hij aan Sint-Petersburg (destijds de hoofdstad):
"Na het bestuderen van de lokale omstandigheden, ben ik tot de conclusie gekomen dat de enige betrouwbare manier om in de toekomst te waarschuwen voor honger in de Oeral frontier de aanleg van een spoorlijn zou zijn van de interne provincies naar Jekaterinenburg en verder naar Tjoemen. Deze lijn, verder doorgelegd door Siberië naar de Chinese grens, zou grote strategische en internationale commerciële waarde verkrijgen."
De verschillende varianten van de aanleg van een spoorlijn van Europa naar Siberië werden besproken vanaf het eind van de jaren 50 van de 19e eeuw, maar deze besprekingen waren vooral globaal van aard. Bogdanovitsj bracht hier verandering in. Na het verkrijgen van de benodigde gelden, deed hij van 1868 tot 1869 onderzoek en ontwikkelde een gedetailleerd plan voor de aanleg van een spoorlijn van Kazan via Jekaterinenburg naar Tjoemen. In de daaropvolgende jaren werd dit plan gespecificeerd.
Tijdens het internationale geografische congres van Parijs in 1875 kreeg Bogdanovitsj een onderscheiding voor zijn rapport over de grote Siberische commerciële weg "Parijs-Peking". Hij gaf zelf aan dat van West-Europa tot Rusland er belangstelling kwam voor het project. Volgens de toenmalige gouverneur-generaal van Siberië was een enorme meerderheid van de bevolking erg enthousiast over dit project en wilden ze graag meehelpen aan het realiseren van het project. In de Oeral en de regio rond de Wolga werd hij binnengehaald als een held in de jaren 80 van de 19e eeuw. Van de gemeentelijke doema van Jekaterinenburg die verwachtte dat de industrie en mijnbouw in de Oeral hierdoor zouden groeien kreeg hij de titel "eerbare burger van de stad". De Trans-Siberische spoorlijn werd echter als gevolg van een beslissing door de overheid in eerste instantie door Miass en Koergan aangelegd. In 1886 werd de lijn wel aangelegd van Jekaterinenburg naar Tjoemen (een van de stations in de goebernija Jekaterinenburg: Bogdanovitsj werd naar hem vernoemd) en in 1920 kwam de spoorlijn naar Kazan gereed.
In 1879 werd hij kerkmeester van de Izaäkkathedraal in Sint-Petersburg. In 1888 trad hij af en werd lid van de raad van ministers voor binnenlandse zaken. Hij werd bevorderd tot generaal der infanterie en was zo loyaal aan tsaar Nicolaas II dat deze hem voor bewezen diensten in 1909 een geheime toelage gaf van 2000 roebel per jaar tot het einde van zijn leven.
In 1914 stierf Jevgeni Bogdanovitsj op de leeftijd van 85 jaar te Jalta. Hij werd begraven in het Alexander Nevski-klooster te Sint-Petersburg.
Hij was getrouwd met Aleksandra Viktorovna. Ze kregen een zoon N. E. Bogdanovitsj die gedood werd door terroristen in 1905 te Tambov.

## Werken
- "Наварин 1827—1877 гг."
- "Синоп, 18 ноября 1853 г."
- "Гвардия Русского Царя на Софийской дороге, 12 октября 1877 г."
- "Стрелки Императорской Фамилии"
- "Россия на Дальнем Востоке"  (over het Russische Verre Oosten)
- "Кафедра Исаакиевского собора"
- "Проект сибирско-уральской железной дороги" (1868) (ontwerp voor de Trans-Siberische spoorlijn)
- "О сибирской железной дороге" (1886) (over de Trans-Siberische spoorlijn)

## Militaire loopbaan
Marine
- Soldaat:: 5 juni 1842[1]
- Adelborst: 4 juli 1846[1]
- Sub-luitenant: 1846
- Uit diensttreding marine (zeeziekte): 1851[3]

Leger
- Tweede-luitenant: 4 juni 1852[1]
- Poroetsjik: 25 februari 1854[1]
- Staf kapitein: 21 oktober 1855[1]
- Kapitein: 17 oktober 1860[1]
- Majoor:  18 maart 1861[1]
- Luitenant-kolonel: 16 december 1862[1]
- Kolonel:  1 januari 1865[1]
- Generaal-majoor: 16 april 1878[1]
- Luitenant-generaal: 4 januari 1901[1]
- Generaal der Infanterie: 6 mei 1908[1]

## Onderscheidingen
- Ridder Grootkruis in de Orde van Sint-Stanislaus in 1882[1]
- Orde van Sint-Anna
  - 1e klasse in 1883[1]
  - 2e klasse in 1870[3]
- Orde van de Witte Adelaar in 1891[1]
- Alexander Nevski-orde in 1903[1]
  - Diamanten op 6 mei 1911[1]
- Orde van Sint-Vladimir
  - 1e klasse op 6 juni 1913[1]
  - 2e klasse in 1886[1]

- Bibliothèque nationale de France: cb10704335t (data)
- Gemeinsame Normdatei: 1089523432
- International Standard Name Identifier: 0000 0000 3043 8389
- Library of Congress Control Number: n88056778
- Nationale Bibliotheek van Tsjechië: js2017973396
- Nederlandse Thesaurus van Auteursnamen: 128639261
- Système universitaire de documentation: 091455715
- Virtual International Authority File: 266086956
- WorldCat: E39PBJyMgD4F6TMvMk8tpY4Qbd